# Dlhé Stráže
Dlhé Stráže (allemand : Längwarth ,hongrois : Lengvárt) est un village de Slovaquie situé dans la région de Prešov.

## Histoire
Première mention écrite du village en 1278.

## Démographie

### Évolution de la population
| Année:               | 1994. | 2004.    | 2014.    | 2024.   |
| -------------------- | ----- | -------- | -------- | ------- |
| Nombre de personnes: | 439   | 503      | 564      | 618     |
| Différence:          |       | +14,57 % | +12,12 % | +9,57 % |

| Année:               | 2023. | 2024.   |
| -------------------- | ----- | ------- |
| Nombre de personnes: | 613   | 618     |
| Différence:          |       | +0,81 % |